# Causses y Cevenas
Los Causses y las Cevenas (en francés: les Causses et les Cévennes) son dos zonas montañosas situadas en el sur del Macizo Central, en Francia, encuadradas y protegidas en el Parque natural regional de las Grands Causses y el Parque nacional de Cevenas. Ambos territorios se agrupan en la misma inscripción "El paisaje cultural mediterráneo agropastoral de Causses y Cevenas", Patrimonio de la Humanidad de la Unesco desde el 2011; el conjunto está protegido como un "paisaje cultural agropastoral del Mediterráneo".
Causses y Cevenas, que ocupan unos 3000 km², se encuentran situados en 4 departamentos franceses (Aveyron, Gard, Hérault y Lozère) en los que la explotación agropastoral, la ganadería y en concreto la ovina y bovina, base para la producción de quesos como el pélardon o el roquefort y la lana, son fundamentales y esenciales en el desarrollo biofísico y cultural de la región.